# 쓸개정맥
쓸개정맥(영어: cystic vein) 또는 담낭정맥(膽囊靜脈)은 존재할 경우 쓸개로부터 혈액을 내보내는 정맥이다. 쓸개주머니관과 함께 주행하는 쓸개정맥은 보통 간문맥의 오른가지에서 끝난다. 대개는 쓸개정맥이 따로 존재하지 않으며, 쓸개정맥이 없을 때 쓸개의 혈액은 쓸개자리의 작은 정맥을 통해 간 실질로 직접 나간다.

## 참고 문헌
이 문서는 현재 퍼블릭 도메인에 속하는 그레이 해부학 제20판(1918) page 682의 내용을 기초로 작성된 글이 포함되어 있습니다.